# Erich Küchler
Erich Küchler (né le 8 juillet 1912 à Tharandt, mort le 8 mars 1972 à Munich) est un directeur de la photographie allemand.

## Biographie
Il reçoit un an et demi de formation du directeur de la photographie Paul Lieberenz. À partir du 1er juin 1932, Küchler est premier assistant opérateur. Il travaillera à ce poste avec Leni Riefenstahl pour Le Triomphe de la volonté, un film de propagande nazie, comme également Im Namen des Volkes, réalisation d'Erich Engels.
Après la Seconde Guerre mondiale, il peut à nouveau travailler pour le cinéma. Il devient directeur de la photographie pour des documentaires indépendants. Il parfait ses connaissances auprès de Günther Rittau. Peu de temps après, Küchler devient directeur de la photographie pour des fictions, mais il doit se contenter de travailler sur des films de divertissement légers. À la fin de sa carrière cinématographique en 1963, Erich Küchler se tourne pendant quelques années vers les séries télévisées.

## Filmographie
- 1949 : Zwischen Ost und West (court métrage documentaire)
- 1950 : Haus der Jugend (court métrage documentaire)
- 1950 : Diskussion überflüssig (court métrage documentaire)
- 1950 : Das ist die Berliner Luft (court métrage documentaire)
- 1950 : Ein Fenster in die Welt (court métrage documentaire)
- 1950 : Und was meinen Sie dazu? (court métrage documentaire)
- 1951 : Der unsichtbare Stacheldraht (court métrage documentaire)
- 1951 : Für die Kinder der Welt (court métrage documentaire)
- 1951 : Er pfeift darauf (court métrage documentaire)
- 1952 : Für eine bessere Welt (court métrage documentaire)
- 1952 : Laßt uns auch leben (court métrage documentaire)
- 1952 : Der Traum der Bäuerin (court métrage documentaire)
- 1953 : Die Malerin Bele Bachem (court métrage documentaire)
- 1954 : Frühlingslied (de)
- 1956 : Zwei Bayern in St. Pauli (de)
- 1957 : Schön ist die Welt (de)
- 1958 : Mein Mädchen ist ein Postillion (de)
- 1958 : La Comtesse Maritza
- 1959 : Zwischen Glück und Krone (documentaire)
- 1959 : Mein Schatz, komm mit ans blaue Meer
- 1961 : The Festival Girls (en)
- 1961 : Immer wenn es Nacht wird (de)
- 1962 : Muß i denn zum Städtele hinaus (de)
- 1963 : Lieder klingen am Lago Maggiore (de)
- 1963 : Übermut im Salzkammergut (de)
- 1964 : Kommissar Freytag (série télévisée, 2 épisodes)
- 1966–1967 : Familie Hansen (série télévisée, 6 épisodes)
- 1967–1968 : Der Vater und sein Sohn (série télévisée, 13 épisodes)